# متلازمة دريسلر
متلازمة دريسلر هي متلازمة نادرة الحدوث , تعرف أيضا بالمتلازمة التالية لاحتشاء العضلة القلبية (النوبة القلبية).
وصفها لأول مرة وليام دريسللر عام 1956 
وهي مختلفة عن متلازمة دريسلر لأمراض الدم التي وصفها لوكاس دريسلر عام 1854.

## الأعراض و التشخيص
تحدث متلازمة دريسلر في حوالي 7% من حالات احتشاء عضلة القلب (النوبة القلبية). غالبا ماتظهر أعراض المتلازمة خلال أسبوعين بعد احتشاء عضلة القلب و قد تتأخر بضعة أشهر.

### الأعراض
من ضمن هذه الأعراض: احتكاك التامور أو اندحاس التامور أو/و انصباب التامور.

### التشخيص
يعاني المصابون بمتلازمة دريسلر من حمى و انخفاض درجة الحرارة و ألم في الصدر .

## الأسباب
يُعتقد أن متلازمة دريسلر تحدث نتيجة التهاب التامور بعد جراحة القلب نتيجة رد فعل المناعة الذاتية على المستضدات الجديدة المتشكلة بعد النوبة القلبية (بالإنجليزية:  Myocardial infarction)‏.

## العلاج
مضادات الالتهاب غير الستيروئيدية مثل الأسبيرين أو الكورتيزون, وفي حالات نادرة يلجأ إلى الجراحة حيث يتم تقشير التامور أو استئصاله.